# J. Edward Bromberg
J. Edward Bromberg (Timisoara, 25 de diciembre de 1903-Londres, 6 de diciembre de 1951) fue un actor húngaro-estadounidense.

## Biografía

### Primeros años
Hijo de Herman Bromberg y Josephine Roth, Joseph Edward nació en Timisoara (Rumanía), que en la Navidad de 1903 se llamaba Temesvár y pertenecía al Imperio austrohúngaro. Nunca se consideró rumano, y su referencia familiar siempre fue austríaca. Llegó al puerto de Manhattan en 1908 acompañado de su familia. Contaba tan solo con cinco años de edad, pero pronto se sintió atraído por los espectáculos de Broadway. La primera vez que pisó un teatro fue a los seis años, el Forty-eight Street Theatre, como espectador de un espectáculo infantil, y desde entonces supo que quería ser actor. En su familia no había antecedentes profesionales en el mundo de la escena; su origen era humilde, un hijo de emigrantes, y no había dinero para costearle sus preferencias académicas. De hecho, sus estudios primarios los realizó en la Escuela Pública del Distrito 10, ubicada en el Bronx. Una vez graduado, se matriculó en el City College of New York, escuela de estudios secundarios también de carácter público. Fue entonces cuando comenzó a compaginar los estudios con el trabajo, situación que duraría cuatro o cinco años, si bien esa actividad laboral nada tuvo que ver con el oficio de actor. Primero desempeñaría sus habilidades como operario de una lavandería, después como asalariado de una fábrica de caramelos, y más adelante como viajante de comercio, cuya misión primordial consistía en suministrar retales de sedas a vendedores o amas de casa.

### Comienzos de su carrera
Con el dinero ahorrado en estos oficios, en el verano de 1923 Bromberg se matriculó en un curso impartido por Gustav Blum, actor recientemente jubilado, después dedicado a la producción y dirección escénica. El curso fue impartido en el histórico y prestigioso colegio mayor Stuyvessant High School, centro privado en el que se graduarían personalidades del mundo del espectáculo como James Cagney o Joseph L. Mankiewicz. A ese curso también asistió Morris Carnovsky, que sería uno de sus mejores amigos tanto en la escena como fuera de ella, y quien indujo a Bromberg a dejar los estudios del City College.
Un año después, en 1924, tras la gira del Teatro del Arte de Moscú, su director Leo Bulgakov y su esposa Barbara Bulgakova, piden y les es concedido el asilo político a las autoridades estadounidenses. Fue entonces cuando Bulgakov montó una academia de arte escénico para sobrevivir durante los primeros años. Morris Carnovsky le informó de esta circunstancia a Bromberg y este decidió abandonarlo todo para aprender el oficio de actor.
Cuando Bulgakov se decidió a producir de manera independiente su primera obra, en 1926, se acordó de Bromberg y le propuso acudir al casting que iba a realizar en esos días. J. Edward Bromberg no solo superó con éxito la selección, sino que además consiguió un doble papel en la obra La princesa Turandot de Carlo Gozzi: Los personajes de "Tartaglia" e "Ismael". Al estreno en el Greenwich Village Playhouse acudió Eva Le Gallienne, que por aquel entonces dirigía una de las compañías decanas de Broadway, la Civic Repertory Theatre. A partir de entonces Bromberg fue contratado asiduamente por esta compañía, comenzando un período de cinco años de trabajo, al que siguió un contrato de dos años firmado con el Theatre Guild.
En 1927 se casó con Dolby Doberman, con la que tuvo tres hijos (dos de ellos, Marcia Bromberg y Conrad Bromberg, cedieron importante documentación en 1994 sobre su padre a la Guide Billy Rose Theatre Division).

### Actor consolidado
En 1932 vuelve a pisar el Forty-eight Street Theatre, no ya como mero espectador sino como curtido cómico, recibiendo el 12 de marzo una sonora ovación de compañeros y público tras la representación de Noche sobre Taos por ser el vigésimo tercer aniversario de tal acontecimiento que definió su vocación como actor y por perfilar el personaje de "Pablo Montoya" de manera sobresaliente. Pero sucederá un hecho premonitorio de implicación política que le avasallaría en el futuro, casi veinte años después: el personaje que interpreta es el de un criollo mexicano de alta alcurnia e influencia política y económica que se niega a que Nuevo México pase a formar parte de la Unión, y ante el acoso de las tropas y de Washington para que encabece las listas de uno de los dos partidos dominantes al proceso electoral para presidir el nuevo estado federado, se inmola con veneno. Esto sirve para explicar que tras aquella función, memorable para el actor por la buena acogida de la crítica hacia su trabajo, los compañeros primero y después el público le vitorearan con el lema de «Bromberg, presidente», una broma colectiva con la que se quería homenajear a través de su personaje el buen hacer del actor a lo largo de esos años de carrera. Bromberg agradeció ese pequeño homenaje, pero alegó que él solo era presidente de sí mismo. Es probable, que ese lema también se lo dedicaran con cierta malicia por tener inquietudes políticas y sociales que con el tiempo otros utilizarían contra él.
Hasta ese momento, Bromberg había gozado de gran prestigio en el mundo del teatro e iba a comenzar tres años más tarde una carrera irregular en el mundo del cine, lo que no impidió que trabajara con directores y compañeros del Star System. En 1935 Bromberg fue contratado por la Twentieth Century Fox, firmando un contrato para un período de siete años de los que cumpliría solo cinco para, posteriormente, pasar a trabajar como actor autónomo o freelance. Bajo dos banderas sería su primera película de un total de cincuenta y cuatro. En 1939 aprovechó un receso de su trabajo cinematográfico para volver a las tablas con la reposición de Despierta y canta. El film Dance Hall pondría fin al contrato con el estudio, lo cual le permitiría regresar a la ciudad neoyorquina, a su hogar. Ya solo volvería a los platós californianos cuando su agente le ofreciera proyectos artísticos de su interés o por motivos económicos irrechazables. Durante diez años, entre 1940 y 1950, Bromberg va a intercalar su trabajo teatral con el cinematográfico, y en los tres últimos va a estar en el punto de mira de la Administración del senador McCarthy, al albur de la intromisión política en su vida laboral y personal..
Su último gran éxito en Broadway, antes de la irrupción del Comité de Actividades Antiestadounidenses, fue la comedia antibelicista Jacobowsky y el coronel, de 1944, que duraría un año en cartel.
En cuanto a su actividad cinematográfica, había trabajado frecuentemente en películas de bajo presupuesto y en los últimos años de carrera, en el cine independiente. Pero se despidió de Hollywood con un clásico de Howard Hawks, Nace una canción, y dijo adiós al cine independiente con una de las mejores muestras de aquella época, el western Balas vengadoras (1949) de Samuel Fuller. La «caza de brujas» (*) ya no sería el título de otra película en la que intervino el actor, sino más bien una onda expansiva de intromisión política que podía alcanzar a cualquier individuo en cualquier momento, y que sacudió a Bromberg en plena actividad profesional, afectando a su vida familiar y a su salud.
(*) Aunque existe un film de Irwin Winkler del año 1991 con este título y que ilustra perfectamente el apartado que viene a continuación.

### Víctima de la caza de brujas del maccarthismo
Su prometedora carrera como actor de Hollywood se vio truncada cuando el senador republicano Joseph McCarthy irrumpió en 1947 en la vida cultural de los Estados Unidos con la creación del Comité de Actividades Antiestadounidenses, cuyo principal fin era detectar en todo el tejido social estadounidense la filtración e influencia de las ideas del comunismo procedentes del otro lado del Telón de Acero, constituyendo por sí mismo un factor característico de la Guerra Fría. J. Edward Bromberg sería víctima de la persecución política, llamada «caza de brujas», a la que se vieron sometidos fundamentalmente los actores de Hollywood. Señalado por Elia Kazan como uno de los miembros del Partido Comunista Estadounidense de su lista de ocho implicados, nunca se pudo demostrar su pertenencia a dicho partido ni la de ninguno de los relacionados en la Lista Negra de Hollywood. Si bien la mayoría de ellos eran decididamente críticos del capitalismo salvaje que había provocado el Crack financiero de 1929 y de la incorporación de los Estados Unidos a la Guerra.
En 1950 la carrera de J. Edward Bromberg había llegado a su fin. Allá donde quiera que trabajara, más temprano que tarde era señalado con el dedo acusador de «comunista», o lo que era peor, de «antipatriota», solo porque el Comité lo buscaba para que prestara declaración sobre si pertenecía o no a ese partido político subversivo. En cualquier caso Bromberg ya estaba «blacklisteado» (incluido en la «Lista Negra de Hollywood») debido a los testimonios acusadores de Elia Kazan, Clifford Odets y Lee J. Cobb; y este hecho había trascendido a la opinión pública, que fue inmisericorde con él y con otros afectados.
El 26 de junio de 1951, J. Edward Bromberg acude tras diversas dilaciones por motivos de salud a Washington para testificar en pliego de descargos de las acusaciones vertidas desde diferentes frentes de pertenecer al Partido Comunista Estadounidense.
El diputado John S. Wood, del Partido Demócrata, fue el encargado de presidir el tribunal que interrogó al actor sobre esa presunta afiliación. Pero Bromberg guardó silencio, se mostró reacio a hablar. Primero se le mostraron las fichas policiales de cuatro miembros de dicho partido ilegalizado con quienes, presuntamente, Bromberg habría tenido frecuentes contactos entre 1943 y 1945. No opinó. Después se le intentó confrontar con los testimonios del actor Marc Lawrence y del director Frank Tuttle quienes habían asegurado, según el Comité, que Bromberg era un camarada del Hollywood Rojo. No opinó. También se le ofreció una lista de grupos subversivos y se le preguntó si había tenido contactos con alguno de ellos. En esta ocasión Bromberg abrió la boca únicamente para decir que guardaba silencio porque si decía algo en cualquier sentido podría ser alegado por el comité como autoinculpación. Finalmente le preguntaron si estaría dispuesto a luchar con los Estados Unidos, en caso de conflicto bélico, contra cualquier país comunista y Bromberg respondió que no sabría decir si sí o si no.
Otros diputados del comité recordaron a Bromberg que en 1950 fue apercibido en tres ocasiones: la primera por trabajar en el Michigan Theatre de la ciudad de Ann Arbor (Míchigan) cuando estaba siendo encausado de «comunista», la segunda por no acudir a varias citaciones, a lo cual Bromberg replicó que había entregado un certificado médico que indicaba que padecía una enfermedad cardíaca reumatoide; y la tercera como consecuencia de las dos anteriores, por trabajar de nuevo en el mismo teatro mientras estaba encausado y además no podía hacerlo por enfermedad, a lo que Bromberg replicó que los patrocinadores de Ann Arbor habían sido muy valientes por contratarle pese a todo. El Comité le recordó, como a otros encausados, que la violación de sus resoluciones podría dar lugar a una pena de un año de prisión y multa de mil dólares.
Una vez liberado del interrogatorio, Bromberg señaló a la prensa con indignación que las audiencias del Comité tenían en esencia el espíritu inquisitorial de una caza de brujas, y que la mera mención del nombre de un actor en declaración pública debería producir inmediatamente la dimisión de los integrantes de dicho Comité.
Bromberg desde entonces supo que ya no podría trabajar más en su país hasta nueva resolución del Comité o hasta su disolución. Durante unos meses entre 1950 y 1951 el apoyo de la profesión fue fundamental. Pero su trabajo era prácticamente clandestino, cambiando habitualmente de residencia, aunque nunca excusó su nombre de los repartos. Su último trabajo en Broadway, No apto para menores, un alegato semimusical en clave de comedia ácida en torno a la gente del teatro era en realidad una alegoría contra la hipocresía estadounidense y en donde el personaje del "Profesor Ambrose Atwater" bien podría ser la quintaesencia de John S. Wood, el inquisidor de Bromberg. Producido por cinco dramaturgos independientes y críticos que habían fundado la compañía teatral The Playwriters, la obra duró literalmente cuatro días y siete representaciones (del 13 al 17 de febrero de 1951), pese a que su autor, Elmer Rice había cosechado con anterioridad importantes éxitos.
El exilio fue la única salida para poder seguir trabajando. Si Marc Lawrence, aquel actor de izquierdas que reconoció en Bromberg a uno de sus camaradas, decidió emigrar a Italia, el actor neoyorquino lo hizo en cambio a Londres. Allí arribó a finales del verano de 1951. A mediados de octubre de ese año consigue encabezar el cartel de la comedia de Dalton Trumbo El ladrón más grande de la ciudad. Lo que parece el comienzo de una nueva vida llena de éxitos teatrales no se cumplirá: seis semanas después, J. Edward Bromberg fallecería en la capital británica (6 de diciembre de 1951) por causas naturales, según informaron los médicos forenses de Scotland Yard. El 23 de diciembre tuvo lugar una ceremonia de recuerdo y homenaje por sus veinticinco años de dedicación a la escena teatral norteamericana como profesor y artista, a la que asistieron centenares de compañeros de profesión.

## En Broadway

### Se abre el telón
Debutó en 1926 en el Provincetown Playhouse con La princesa Turandot, producida por Carlo Gozzi, su autor, en una versión de Harry G. Alsberg e Isaac Don Levine. Con tan solo tres años de experiencia profesional, este comienzo en la meca del teatro estadounidense fue todo un reto personal al tener que compaginar dos personajes, "Tartaglia" e "Ismael", bajo la dirección escénica de Leo Bulgakov. Este drama de carácter fantástico tuvo una buena acogida crítica, no así de público, pues apenas estuvo un mes en cartel, pero sirvió a Bromberg para consolidarse como actor.
En Broadway, el intérprete de origen austro-húngaro llegó a estrenar 36 obras en veinticinco años de carrera, algo más de una obra al año, lo que indica su solidez actoral y la confianza depositada por los productores teatrales en su trabajo. Su época dorada fue la década de los treinta, en los que llegó a participar en más de la mitad de su producción interpretativa desarrollada en este popular y cultural barrio neoyorquino.
La carrera de Bromberg en la meca del teatro de Estados Unidos puede dividirse en tres etapas:

### Con The Civic Repertory Theatre
Tras la puesta en escena de La princesa Turandot, J. Edward Bromberg pasó a formar parte de la compañía Civic Repertory Theatre con el aval de Eva Le Gallienne. Esta compañía decana que fue fundada a mediados del siglo XIX por emigrantes franceses y que tenía sala propia en la Sexta Avenida de Nueva York (demolida en 1938), estaba especializada en poner en escena y dar a conocer obras de autores europeos o de autores renovadores estadounidenses. Con esta compañía Bromberg estrenaría en 16 ocasiones obras tanto de autores clásicos (Molière, Chéjov, Shakespeare...) como coetáneos del siglo XX. Pero lo que más llama la atención es su participación en obras de autores españoles, concretamente del modernista Gregorio Martínez Sierra y de los casticistas Hermanos Álvarez Quintero, a quienes llegó a representar en tres ocasiones diferentes.

### Con The Group Theatre
Tras la crisis financiera de 1929, J. Edward Bromberg, se replantea su carrera y se vincula a un tipo de teatro más comprometido y que fundamentalmente giraba en torno a la compañía teatral The Group Theatre y a los dramaturgos de prestigio Clifford Odets, Maxwell Anderson y Sidney S. Kingsley. Este tipo de teatro estuvo bien considerado por la crítica, pero habitualmente no por el gran público. No obstante, The Group Theatre obtuvo un gran éxito con Hombres de blanco, que supuso para Bromberg el salto a la gran pantalla. Si bien Bromberg no estrenó tantas obras en Nueva York como en su anterior etapa, sus giras por el resto del país fueron más abundantes. Además, en Broadway también pudo estrenar con la legendaria compañía The Theatre Guild (fundada en 1919) una de las obras más importantes de su carrera, Sus dos casas, en la que figuraba como primer actor sobre una dramaturgia premiada con el Pulitzer de 1933. En esta etapa coincidió con John Garfield, que compartiría su destino de ostracismo laboral y muerte prematura; y Elia Kazan que se desmarcó de ese futuro para que fueran otros los que caminasen a ese encuentro de linchamiento social y político, mediante su delatora relación escrita de compañeros, incluido Bromberg, ante el Comité de Actividades Antiestadounidenses.

### Cae el telón
Fue la etapa de declive de J. Edward Bromberg en Broadway, en líneas generales, ya que solo estrenó cinco obras inéditas, dos de las cuales fueron reposiciones posteriores. Su último trabajo antes de marchar más que al exilio (el concepto implica una voluntad) al destierro (el concepto implica castigo, castigo de no poder trabajar en su propio país) fue para la producción No apto para menores, que tenía elementos tanto actorales como de contenido que podrían haber sido considerados, y de hecho lo consideraron implícitamente, como ofensivos y/o subversivos por el Comité de Actividades Antiestadounidenses. A pesar de este corto bagaje de estrenos, este declive comenzó paradójicamente por una situación de éxito que lo alejaron de los escenarios en favor de los platós cinematográficos de Hollywood. Y posteriormente, cuando concluyó su contrato con la Twentieth Century Fox, su trabajo para el teatro estuvo frecuentemente alejado de Nueva York.

## En Hollywood
Cuando uno de los ojeadores o buscatalentos de la Fox en Broadway reparó en J. Edward Bromberg, se percató de la posibilidad de tener en su estudio a un actor de éxito en los escenarios, con oficio, con polivalencia, pero que diera el molde de esa fisonomía suya de la que carecía su productora: estatura baja, complexión en sobrepeso y con una capacidad para asumir unas veces papeles con ciertas ansias de poder, ya fuera como villano desharrapado o como noble aristócrata; otras veces para interpretar personajes ilustrados pero con algún defecto de carácter o con algún aspecto de su vida oscuro; y en otras ocasiones para esculpir papeles de personajes no estadounidenses, incluso exóticos. En todo caso no vio en él el perfil de héroe o de primer actor, sino el de un competente actor de soporte, o lo que es lo mismo, «actor secundario» o de reparto.
En cualquier caso, sus personajes, aun villanos suelen caer bien a los espectadores por cierta comicidad natural que surge más de la mirada y del modo de expresarse corporalmente que de los diálogos o las situaciones de escena. Bromberg además tenía la capacidad de saber dar el tono adecuado a personajes de mayor edad que la suya propia, además de poseer un don excepcional para la caracterización, como antes lo habían tenido Lon Chaney o Béla Lugosi.
La estancia de J. Edward Bromberg en Hollywood puede dividirse en tres etapas:

### Con la 20th Century Fox
El contrato que firmó J. Edward Bromberg con este estudio al finalizar el año 1935 no pudo empezar de modo más prometedor: una película de Frank Lloyd, el especialista en filmaciones marítimas como Rebelión a bordo, y con dos actores de excepción: Claudette Colbert y Ronald Colman. A ellos se unían una pléyade de secundarios característicos de Hollywood, con algunos de los cuales coincidiría en más de una ocasión, como John Carradine o Nigel Bruce. Igualmente se encontraba uno de los actores habituales en los filmes de John Ford, oscarizado recientemente por su intervención en El delator: Victor McLaglen. Y una entonces joven pero ya talentosa actriz: Rosalind Russell. La película, Bajo dos banderas, era del género de aventuras bélicas ambientada en el desierto sobre unos legionarios franceses concentrados en un destacamento de Argelia. El resultado artísticamente no fue del todo brillante, pero cumplía con la expectativa del entretenimiento, y resultó ser una de las películas clásicas en la filmografía de su director.
Sin embargo, como a todo actor de aquella época, incluso el más aclamado, el hecho de tener un contrato de larga duración, no le permitía elegir y se veía sometido bien a las necesidades empresariales del estudio bien a las veleidades del productor, no pudiendo escoger el proyecto más conveniente para su carrera casi nunca. Así, ni argumento ni personaje ni mucho menos ubicación en el reparto eran para el actor en cuestión, un asunto de su incumbencia, sobre todo si el salario contratado se correspondía al de un actor secundario como era el caso de Bromberg. Esto sirve para explicar que la filmografía de este actor neoyorquino de adopción no destaca por la abundancia de calidad.
Bromberg rodaría más de veinte filmes con la Fox en esta etapa, y uno más, Life begins eight-thirty (La vida comienza a las ocho y media) una vez desvinculado de la productora.

### Con laUniversal Pictures
Una vez concluido su contrato con la Fox, J. Edward Bromberg participaría asiduamente en la Universal. Sus dos primeros trabajos para películas menores ―Half Way to Shangai (A mitad de camino de Shangai) de John Rawlins, e Invisible Agent (El agente invisible) de Edwin L. Marin― convencieron a la productora para incluir al actor en proyectos de mayor envergadura. Esas dos primeras películas de 1942 (no comercializadas en los países iberomericanos) fueron el escaparate para que Bromberg interviniese en otros siete títulos,  como El fantasma de la ópera de Arthur Lubin o El hijo de Dracula de Robert Siodmak, ambas de 1943. Bromberg se convertiría así en uno de los invitados asiduos de la productora, sin vincularse a ningún contrato temporal, por lo que aun cuando trabajara menos ganaba prácticamente lo mismo, con la ventaja de no tener ataduras laborales. Esto le proporcionó la posibilidad de regresar a Nueva York y de continuar allí su carrera teatral.

### Con otros estudios cinematográficos

#### RKO Radio Pictures
Fue el primer estudio en el que J. Edward Bromberg fue cedido por la Fox. La cesión era para intervenir en la película Three sons (Tres hijos), film no comercializado en ningún país iberoamericano. También éste fue el único trabajo que el actor realizaría para la RKO. Se trataba de un drama dirigido por Jack Hiveli, cuya mayoría de actores, de dudosa calidad interpretativa, no proseguiría su carrera en Hollywood cuando surgieron los espacios dramáticos en la incipiente televisión.

#### Metro Goldwyn Mayer
Intervino en 3 ocasiones con esta productora, la primera de ellas a modo de cesión cuando Bromberg aún pertenecía laboralmente a la 20th Century Fox. El filme: La Isla del Diablo (1940) reunió a uno de los mejores directores de plantilla (Frank Borzage), a las estrellas Joan Crawford y Clark Gable y a compañeros habituales en las producciones de la Fox como Peter Lorre o Paul Lukas. Las dos películas siguientes fueron Reunión en Francia de Jules Dassin y Tennessee Johnson de William Dieterle otro de los artesanos de la compañía. Estas producciones permitieron a Bromberg volver a trabajar con Joan Crawford y tener la oportunidad de hacerlo con pesos pesados de la gran pantalla como John Wayne, Van Hefflin y Lionel Barrymore. Ambas se estrenaron en 1942.
Estos tres filmes de la Metro coincidieron en pertenecer al género dramático.

#### United Artists
Bromberg rodó tan solo 2 películas con esta productora, pero se encuadran entre las de mayor calidad de toda su filmografía: La estrella del Variedades (1943) de William A. Wellman, una comedia de intriga con un toque musical; y Arco de Triunfo (1948) de Lewis Milestone, un drama romántico. El actuar en esta compañía le posibilitó conocer a dos grandes actrices de la pantalla grande: Barbara Stanwyck e Ingrid Bergman.

#### Columbia Pictures
En 1946 Bromberg rodó a las órdenes de Lothar Mendes un único film para esta productora. The walls came tumbling down es una intriga coprotagonizada por Lee Bowman, un actor bien cotizado entre las productoras independientes, y por grandes actores secundarios como Marguerite Chapman, Edgar Buchanan, George McCready y Moroni Olsen.

#### Paramount Pictures
Otra intriga, Pacific Blackout, fue el único film en el que intervino Bromberg para esta productora, cuyo único atractivo residía en la actriz Eva Gabor. Un Robert Preston en el comienzo de su carrera protagonizó esta desconocida cinta.

#### Otras productoras de cine independiente de Estados Unidos
Republic Pictures: Quizás esta sea la más conocida de las productoras independientes debido a que distribuyó filmes emblemáticos de John Ford. Bromberg debe a esta productora el hecho de haber encabezado por primera vez un drama: The devil pays off. También le permitió trabajar con la actriz Jane Wyatt, de Horizontes perdidos, en el western de intriga Hurricane Smith.

## Filmografía

### Películas
| Título (*)                                           | Título original             | Género                               | Año de producción | Director                    |
| Bajo dos banderas (en España)                        | Under Two Flags             | Aventuras bélicas                    | 1936              | Frank Lloyd                 |
| Los pecados de los hombres (en España)               | Sin of Man                  | Melodrama                            | 1936              | Otto Browe y Gregory Ratoff |
| Aula de señoritas (en España)                        | Girl's Dormitory            | Drama / Romance                      | 1936              | Irving Cummings             |
| Sublime engaño (en España)                           | Star for a Night            | Drama                                | 1936              | Lewis Seiler                |
| Jóvenes enamoradas (en Venezuela)                    | Ladies in Love              | Comedia / Romance                    | 1936              | Edward H. Griffith          |
| A pequena clandestina (en Brasil)                    | Stowayway                   | Drama / Musical / Familiar           | 1936              | William A. Seiter           |
| El séptimo cielo (en España)                         | Seventh Heaven              | Drama / Romance                      | 1937              | Henry King                  |
| La baronesa y el mayordomo (en España)               | The Baroness and the Butler | Comedia / Drama / Romance            | 1938              | Walter Lang                 |
| Sonho de moça (en Brasil)                            | Rebecca of Sunnybrook Farm  | Comedia / Drama / Musical / Familiar | 1938              | Allan Dwan                  |
| 4 Hombres y una plegaria (en España)                 | Four men and a prayer       | Aventuras / Intriga                  | 1938              | John Ford                   |
| Cuatro hombres y una plegaria (en Argentina)         |                             |                                      |                   |                             |
| Juramento de cuatro (en Venezuela)                   |                             |                                      |                   |                             |
| Juramento dos cuatro (en Portugal)                   |                             |                                      |                   |                             |
| Suez (en España)                                     | Suez                        | Drama / Romance / Histórico          | 1938              | Allan Dwan                  |
| Tierra de audaces (en España)                        | Jesse James                 | Oeste / Histórico                    | 1939              | Henry King                  |
| A justiça de Jesse James (en Portugal)               |                             |                                      |                   |                             |
| La venganza de Frank James                           | The Return of Frank James   | Oeste                                | 1940              | Fritz Lang                  |
| El regreso de Frank James (en Argentina y Venezuela) |                             |                                      |                   |                             |
| O regresso de Frank James (en Portugal)              |                             |                                      |                   |                             |
| El signo del Zorro (en España)                       | The Mark of Zorro           | Aventuras / Acción                   | 1940              | Rouben Mamoulian            |
| La marca del Zorro (en Argentina y Venezuela)        |                             |                                      |                   |                             |
| A marca do Zorro (en Brasil)                         |                             |                                      |                   |                             |
| O sinal do Zorro (en Portugal)                       |                             |                                      |                   |                             |
| Extraño cargamento (en España)                       | Strange Cargo               | Drama / Romance                      | 1940              | Frank Borzage               |
| La Isla del Diablo (en Venezuela)                    |                             |                                      |                   |                             |
| Reunión en Francia (en Venezuela)                    | Reunion in France           | Drama / Romance                      | 1942              | Jules Dassin                |
| La estrella del Variedades (en España)               | Lady of Burlesque           | Comedia / Intriga / Musical          | 1943----          | William A. Wellman          |
| El fantasma de la Ópera (en España)                  | Phantom of The Opera        | Terror / Drama / Intriga / Musical   | 1943              | Arthur Lubin                |
| El hijo de Drácula (en España y Argentina)           | Son of Dracula              | Terror                               | 1943              | Robert Siodmak              |
| De tal palo, tal astilla (en España)                 | Chip of the Old Block       | Comedia / Musical                    | 1944              | Charles Lamont              |
| Clandestino y caballero (en España)                  | Cloak and Dagger            | Intriga / Aventuras / Romance        | 1946              | Fritz Lang                  |
| Arco de Triunfo (en España)                          | Arc of Triumph              | Drama / Romance                      | 1948              | Lewis Milestone             |
| O Arco do Triunfo (en Portugal)                      |                             |                                      |                   |                             |
| Nace una canción (en España)                         | A Song Is Born              | Comedia / Musical                    | 1948              | Howard Hawks                |
| Neix una cançó (en España, en Cataluña)              |                             |                                      |                   |                             |
| A cançao prometida (en Brasil)                       |                             |                                      |                   |                             |
| O professor do Música (en Portugal)                  |                             |                                      |                   |                             |
| Balas vengadoras (en España)                         | I shot Jesse James          | Oeste / Acción                       | 1949              | Samuel Fuller               |

(**) Para el resto de la filmografía de J. Edward Bromberg y consulta de personajes, acceder a 

## En Televisión
La aparición de J. Edward Bromberg en este medio de comunicación fue testimonial, aunque hasta cierto punto importante, al ser uno de los primeros actores en pisar unos platós televisivos. Fue en los comienzos de la televisión comercial, en el año 1949, cuando los espacios informativos o transmisiones deportivas de los comienzos empezaban a dar paso a las producciones dramáticas, y un poco antes de que se emitieran las primeras series de ficción y de que las cadenas iniciaran la carrera por comprar derechos de emisión de filmes cinematográficos a las grandes productoras de Hollywood.
Su intervención se produjo en el espacio Your Show Time, en el episodio 4 de la Primera Temporada, cuyo título era The Mummy's Foot (El pie de la momia). El programa recogía versiones escenificadas de relatos breves de autores conocidos en aquel tiempo en Estados Unidos.